# Campionato kosovaro di pallavolo maschile
Il campionato kosovaro di pallavolo maschile è un insieme di tornei pallavolistici per squadre di club kosovare, istituiti dalla FVK.

## Struttura
- Campionati nazionali:

Superliga A: a girone unico, partecipano sei squadre.
Superliga B: a due gironi, partecipano dodici squadre.